# Tinghir
Tinghir (arabsko تنغير) je mesto v regiji Drâa-Tafilalet, južno od Visokega Atlasa v osrednjem Maroku. Je glavno mesto province Tinghir. Njegovo ime se je prvotno nanašalo na vznožje gorovja Atlas, vendar se je njegovo območje razširilo na okoliške vasi in se nanaša na celotno oazo.
Mesto Tinghir (džamaat tinghir) ima po popisu leta 2014 42.044 prebivalcev, provinca pa 322.412 prebivalcev. Bujne palme pokrivajo približno 48 km na od 500 do 1500 metrov širokih predelih vzdolž vadi Todgha. Po soteski Todgha ima vadi Todgha težaven prehod po južnih pobočjih gorovja Atlas (Tizgi); nato teče po ravnini in se vije nekoliko več kot 20 kilometrov do Ferkle. Palmova oaza, gosta in razširjena, je namakana z mrežo cevi in namakalnih kanalov. Občasno močno deževje se absorbira v nekaj dneh.

## Ime
Po mnenju maroškega zgodovinarja Ahmeda Toufiqa imata imeni Tinghir in Tanger (starodavno ime Tingi) enako etimologijo, sestavljeno iz Tin, ki je delec ženskega rodu, ki bi ga lahko prevedli kot 'lastnik' ali 'tista, ki ima', in gi, ki je morda prvotno bilo ig, kar pomeni 'visoka lokacija'. Podobno konstrukcijo lahko najdemo v imenu Tinmel, prve prestolnice Almohadov, ki je sestavljeno iz Tin in Amlel, kar pomeni 'ob vznožju gore' ali 'na nizki lokaciji'.

## Gospodarstvo
Gospodarstvo mesta Tinghir temelji na kmetijstvu, trgovini in turizmu. Poleg tega veliko družin živi od denarja, ki ga domov pošiljajo sorodniki, ki delajo v Evropi. Družbene in kulturne dejavnosti se povečujejo; izobraževalnih projektov za majhne otroke je v mnogih vaseh vse več, pa tudi projektov opismenjevanja, namenjenih odraslim (zlasti ženskam). Te projekte podpirajo lokalne in nevladne organizacije.

## Geografija
Tinghir je oaza, dolga približno 30 kilometrov in široka približno 4 kilometre. Podnebje je suho subtropsko: vroče, suhe zime približno na nadmorski višini (1430 metrov). Na leto je nekaj deževnih dni, največ padavin jeseni in pozimi.
Regija Tinghir je stisnjena med dve gorski verigi, ki se raztezata čez 700 kilometrov od jugozahoda do severovzhoda Maroka: Visoki Atlas na severu z visokim vrhom nad 4167 metrov in Mali Atlas na jugu. Cesta od Ouarzazatea do Imtghrena je vzporedna z gorami. V mezozoiku je območje preplavilo morje, kjer so debele usedline sedimentov, bogate z morskimi fosili (zlasti iz razreda ammonitida). Dvigovanje gorovja Atlas (predvsem v neogenu) je povzročilo umik morja in deformacijo kamnin v gube in prelome. Vetrna in rečna erozija sta sčasoma oblikovali puščavsko pokrajino iz apnenca in gline. Reka Todgha je razširila te plasti kamnin, kar je povzročilo kanjone, visoke 300 metrov, vendar ponekod široke le 10 metrov. Reka se razširi in razvije oazo, obrobljeno z rdečo oker puščavo.